# Bombycomorpha
Bombycomorpha är ett släkte av fjärilar. Bombycomorpha ingår i familjen ädelspinnare.
Kladogram enligt Catalogue of Life:
| Bombycomorpha | \| \| Bombycomorpha bifascia \| \| \| \| \| \| Bombycomorpha nupta \| \| \| \| \| \| Bombycomorpha pallida \| \| \| \| |
|               | \| \| Bombycomorpha bifascia \| \| \| \| \| \| Bombycomorpha nupta \| \| \| \| \| \| Bombycomorpha pallida \| \| \| \| |
|               | Bombycomorpha bifascia                                                                                                 |
|               | |
|               | Bombycomorpha nupta |
|               | |
|               | Bombycomorpha pallida                                                                                                  |
|               | |

## Bildgalleri

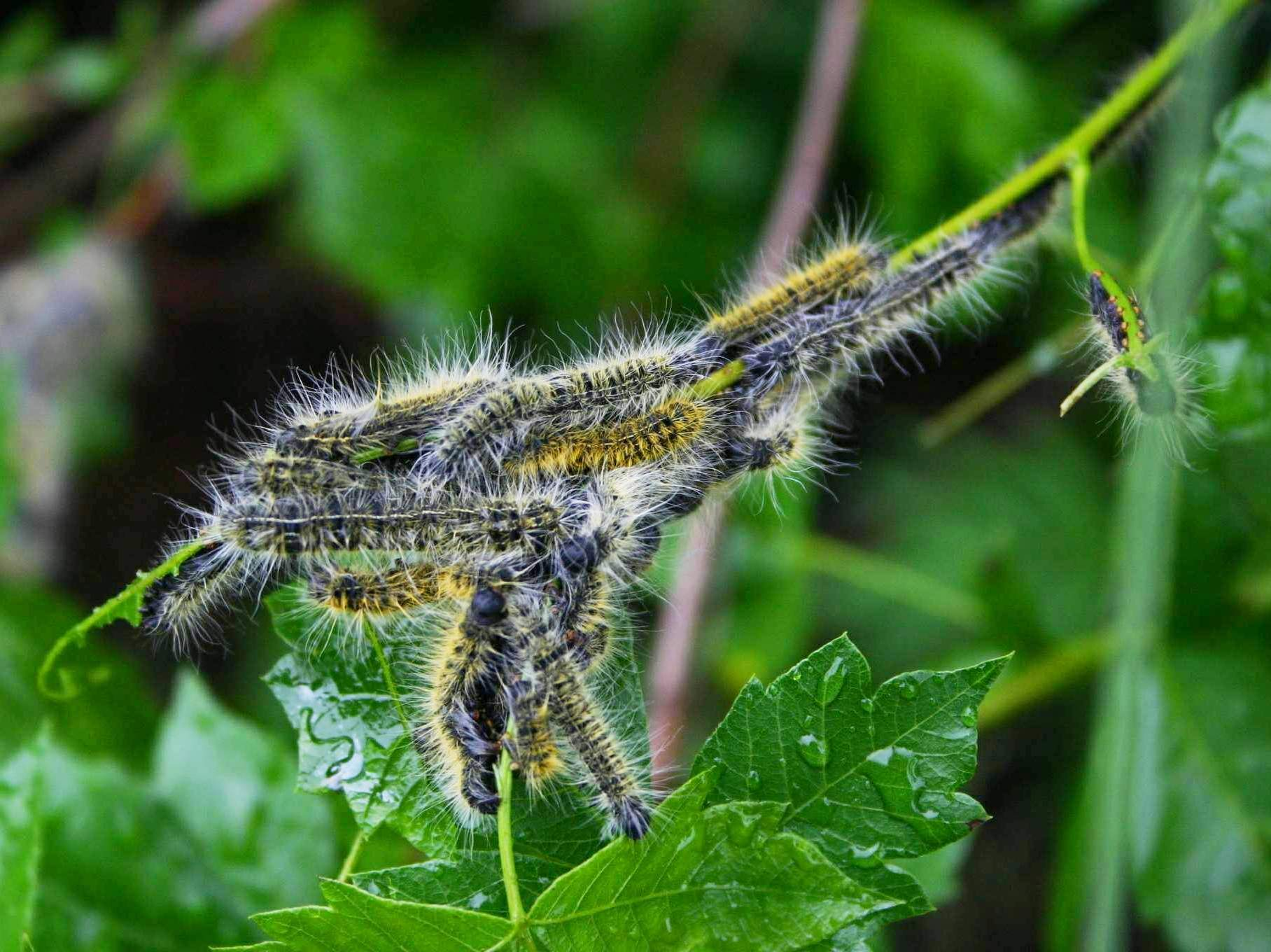
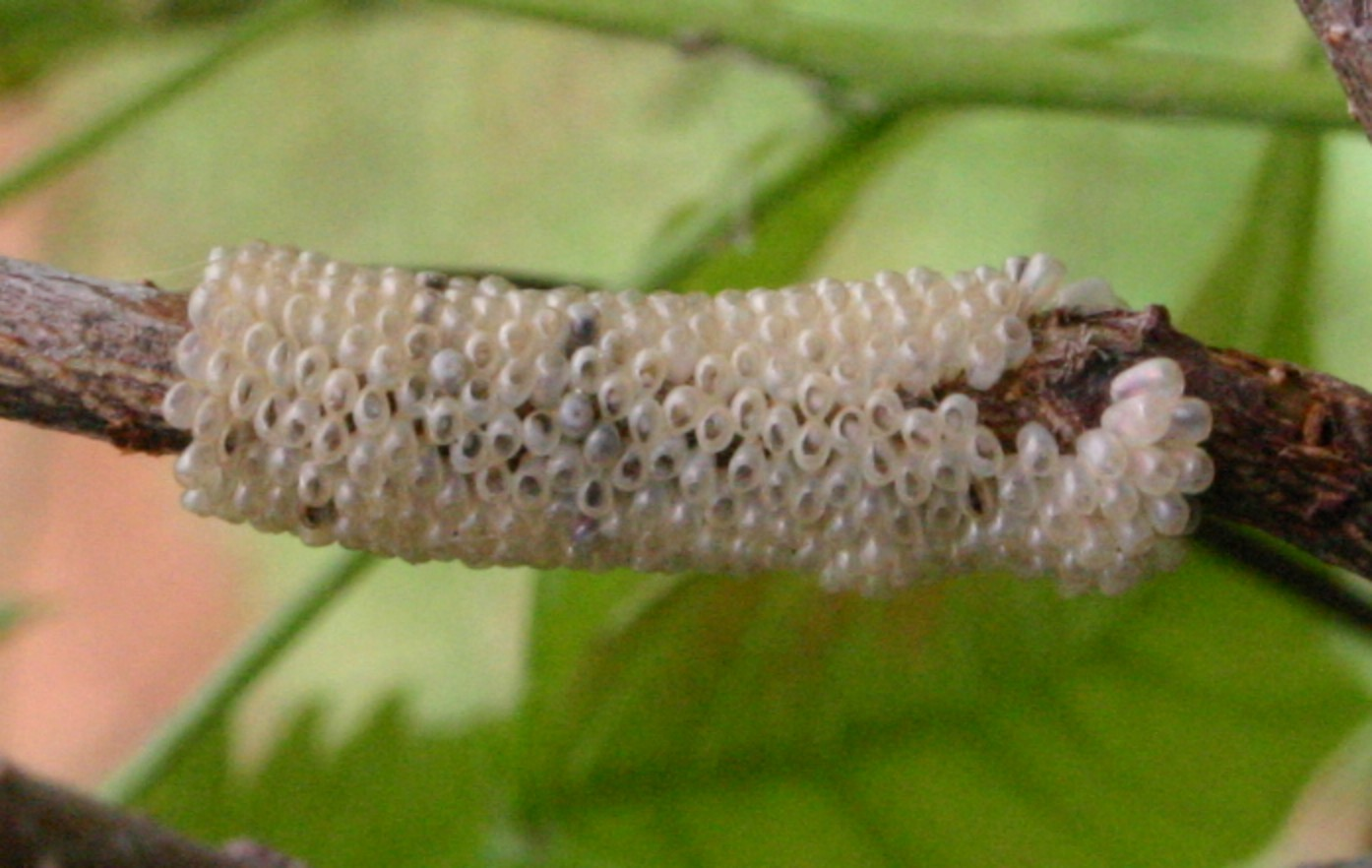
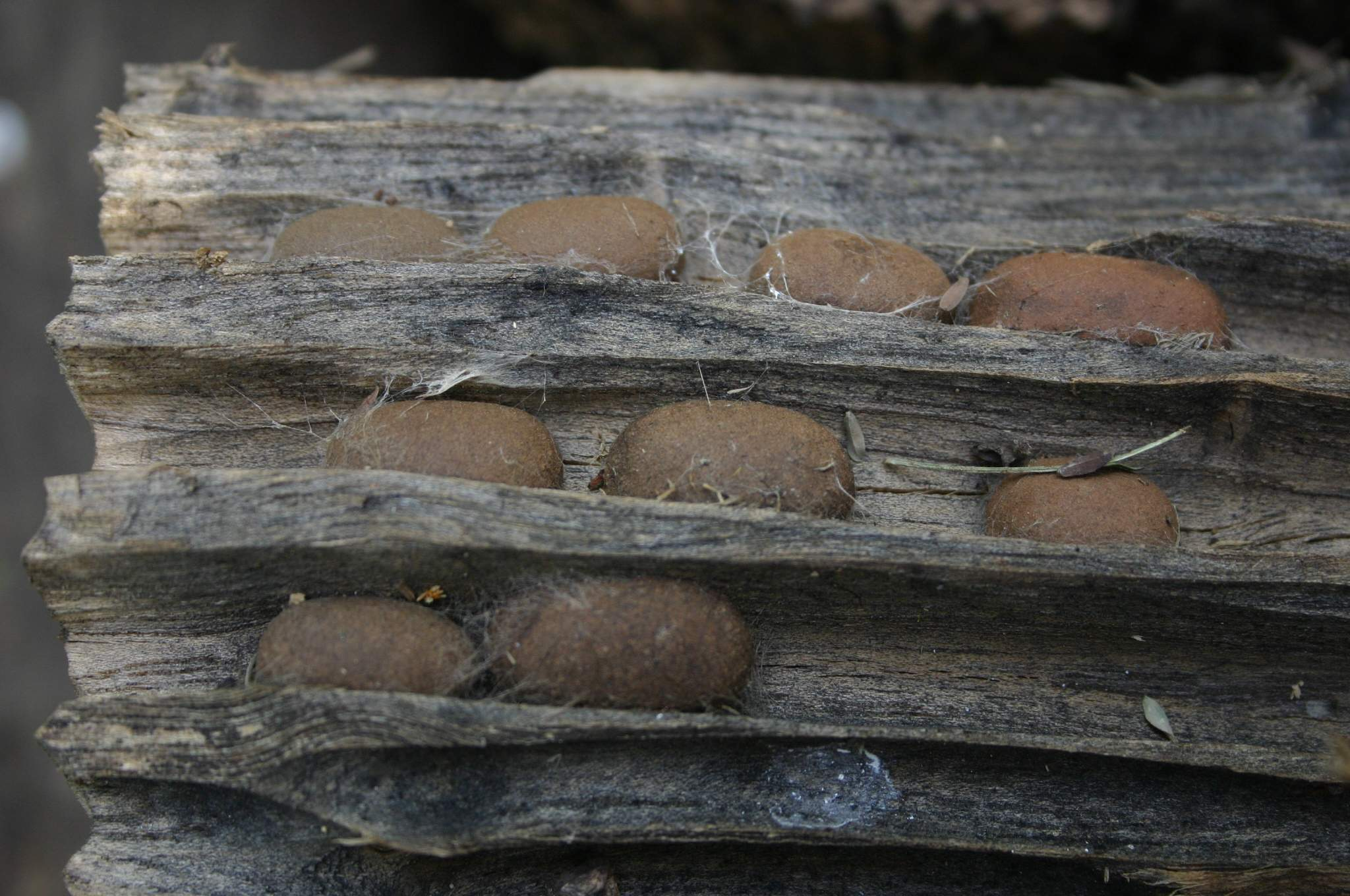
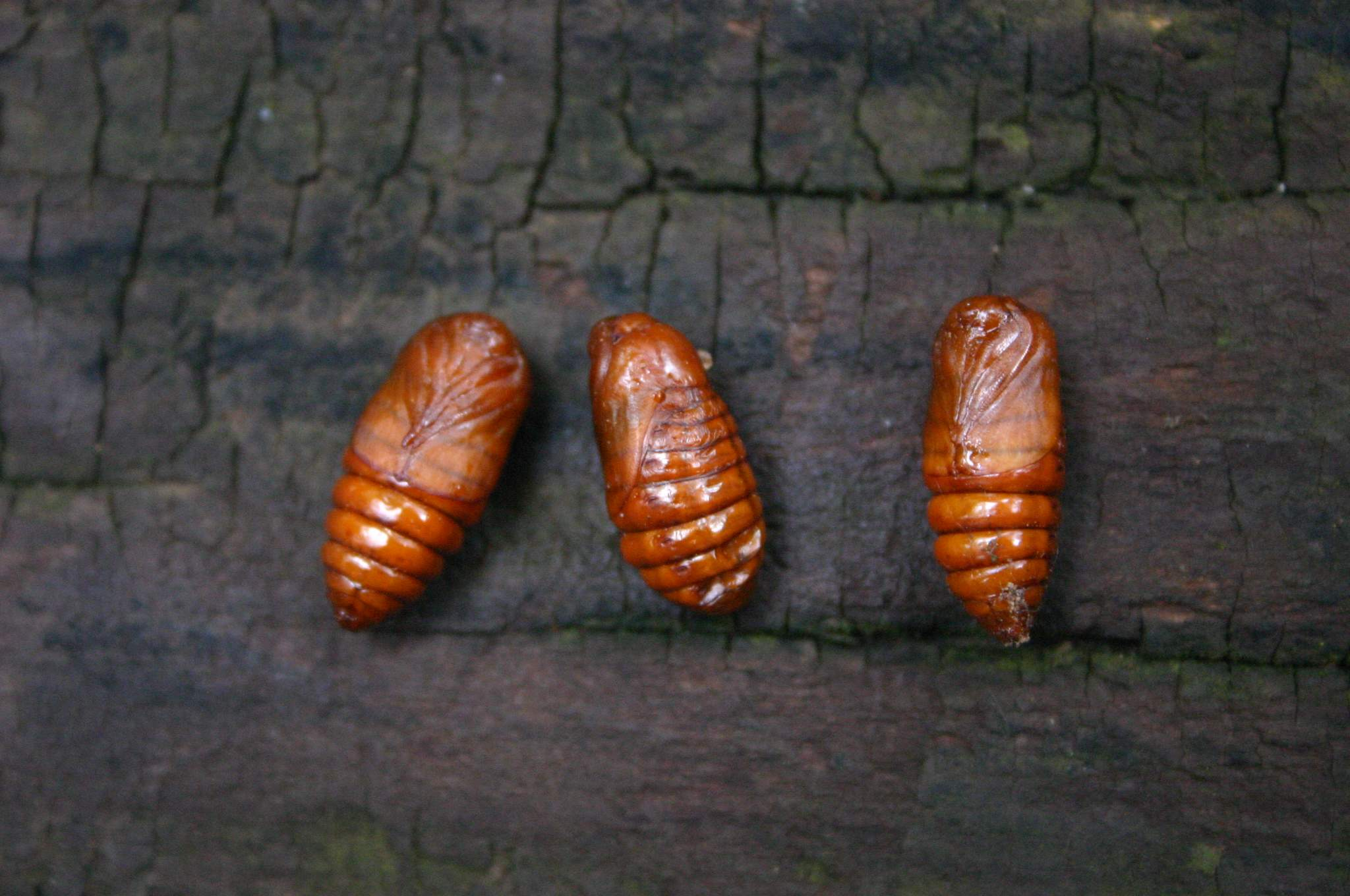
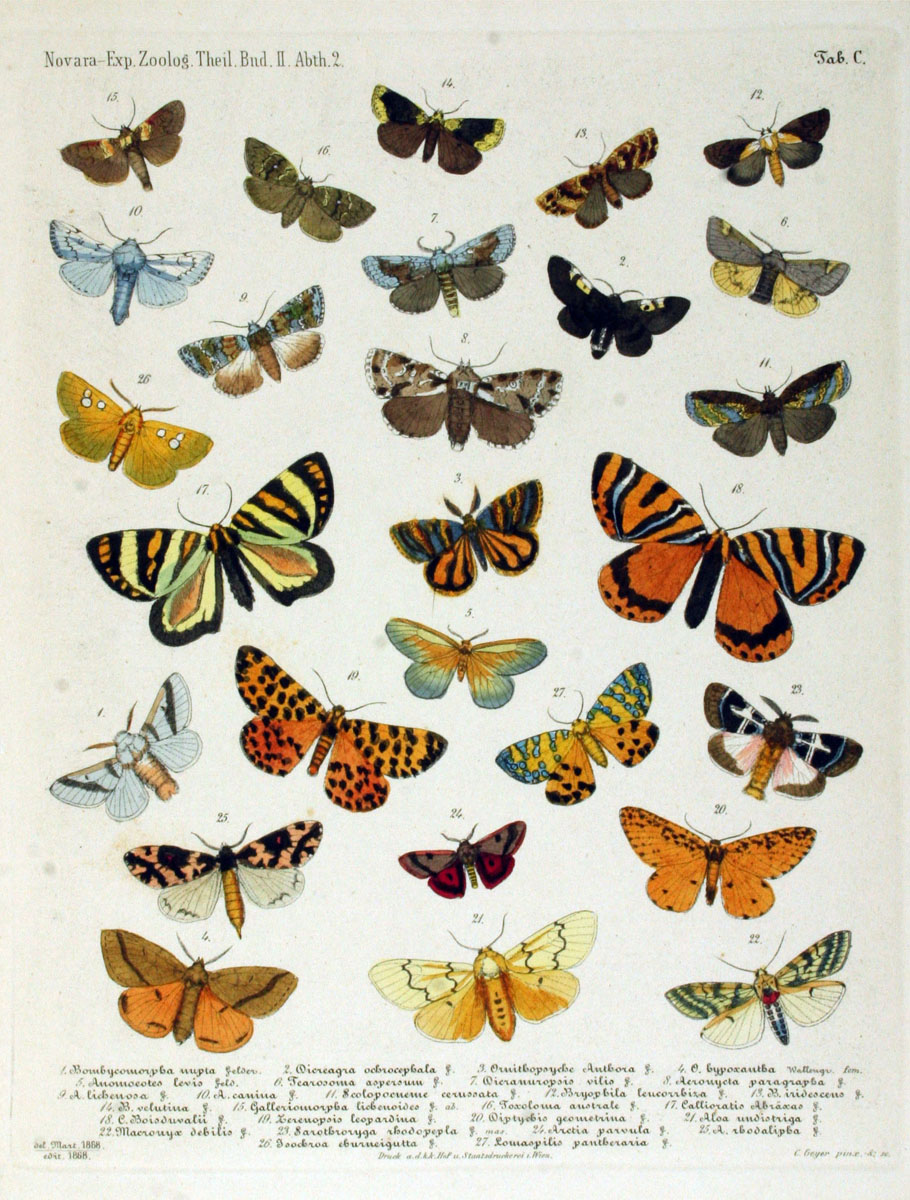